# Rick Middleton
Richard David „Rick“ Middleton (* 4. Dezember 1953 in Toronto, Ontario) ist ein ehemaliger kanadischer Eishockeyspieler. Der rechte Flügelstürmer bestritt zwischen 1974 und 1988 über 1000 Partien in der National Hockey League und verzeichnete dabei nahezu ebenso viele Scorerpunkte. Seine Karriere begann er bei den New York Rangers, bevor er nach zwei Spielzeiten zu den Boston Bruins wechselte und dort insgesamt zwölf Jahre verbrachte, in denen er sich als einer der besten Angreifer der Liga etablierte und zugleich durch seine faire Spielweise auffiel, sodass er 1982 mit der Lady Byng Memorial Trophy geehrt wurde. Bei den Bruins, die er zudem drei Jahre (gemeinsam mit Ray Bourque) als Kapitän anführte, ist seine Trikotnummer 16 seit dem Jahr 2018 gesperrt. Darüber hinaus nahm Middleton mit der kanadischen Nationalmannschaft an den Canada Cups 1981 und 1984 teil und gewann dort mit dem Team je eine Gold- und Silbermedaille.

## Karriere
Als Junior spielte er für die Oshawa Generals in der OHA und war 1973 Torschützenkönig der Liga. So war es keine Überraschung, als ihn die New York Rangers beim NHL Amateur Draft 1973 bereits in der ersten Runde als 14. auswählten. Auch in der WHA wurde er gedraftet. Hier versuchten die Minnesota Fighting Saints seine Rechte in der zweiten Runden als 21. zu sichern. Nach einem Jahr mit den Providence Reds in der AHL spielte er ab der Saison 1974/75 für die Rangers in der NHL.
Nach zwei ordentlichen Jahren in New York wechselte er im Tausch für Ken Hodge zu den Boston Bruins. Während Hodge nach einem Jahr in New York seine Karriere beendete, wurde Middleton in Boston zum Star. Gleich in seinem ersten Spiel gelang ihm ein Hattrick. Seine beste Zeit hatte er in den Jahren zwischen 1979 und 1984, als er fünf Mal in Folge über 90 Scorerpunkte erreichte. Doch seine Stärken lagen nicht nur in der Offensive, er zählte zu den wenigen Angreifern, die sowohl offensiv wie auch defensiv zur absoluten Elite der Liga zählten. Coach Don Cherry förderte Middletons Defensivarbeit früh in dessen Karriere. 1981, 1982 und 1984 spielte er beim NHL All-Star Game. Und auch für die kanadische Eishockeynationalmannschaft wurde er zum Canada Cup 1981 und 1984 nominiert. Hier spielte er 1984 in einer Sturmreihe mit Wayne Gretzky und Michel Goulet. Ab 1985 war er gemeinsam mit Ray Bourque Mannschaftskapitän der Bruins. Nach der Saison 1987/88 beendete er mit über 1.000 Spielen und nur knapp weniger Punkten seine NHL-Karriere.
Er spielte in der Schweiz für den EHC Bülach und absolvierte 1998 noch drei Spiele für das Rollhockey-Team der Toronto Tornados.
Heute ist er als Kommentator und Bruins-Experte für das New England Sports Network (NESN) tätig.

## Erfolge und Auszeichnungen
| - 1973 Red Tilson Trophy - 1973 OHA Second All-Star Team - 1974 Dudley „Red“ Garrett Memorial Award - 1974 AHL First All-Star Team - 1981 Teilnahme am NHL All-Star Game | - 1982 Teilnahme am NHL All-Star Game - 1982 Lady Byng Memorial Trophy - 1982 NHL Second All-Star Team - 1984 Teilnahme am NHL All-Star Game - 2018 Sperrung der Trikotnummer 16 durch die Boston Bruins |

### International
- 1981 Silbermedaille beim Canada Cup
- 1984 Goldmedaille beim Canada Cup

## NHL-Rekorde
- 19 Punkte in einer Playoff-Serie (5 Tore und 14 Vorlagen; 1983 gegen die Buffalo Sabres)
- 14 Vorlagen in einer Playoff-Serie (1983 gegen die Buffalo Sabres; gemeinsam mit Wayne Gretzky)

## Karrierestatistik

### International
Vertrat Kanada bei:
- Canada Cup 1981
- Canada Cup 1984

(Legende zur Spielerstatistik: Sp oder GP = absolvierte Spiele; T oder G = erzielte Tore; V oder A = erzielte Assists; Pkt oder Pts = erzielte Scorerpunkte; SM oder PIM = erhaltene Strafminuten; +/− = Plus/Minus-Bilanz; PP = erzielte Überzahltore; SH = erzielte Unterzahltore; GW = erzielte Siegtore; 1 Play-downs/Relegation; Kursiv: Statistik nicht vollständig)